# Delirious (песня Принса)
«Delirious» — песня американского музыканта Принса из его альбома 1982 года 1999. Она была выпущена третьим синглом с альбома и стала второй песней Принса, попавшей в десятку лучших песен, добравшись до 8-й позиции в хит-параде США в конце 1983 года. Успех сингла был подкреплён успехом предыдущего сингла «Little Red Corvette», а также тем, что диджеи часто проигрывали первые три песни альбома в связке, порядок которых совпал с хронологией выпуска синглов.

## История
«Delirious» — стандартный 8-тактовый блюзовый номер, который повествует о том, как Принс сходит с ума от прекрасной девушки. Песня дразнит слушателя сексуальными метафорами, достаточно завуалированными, чтобы пройти цензуру. Трек начинается с барабанного лупа, записанного на драм-машине фирмы Linn, впоследствии к нему присоединяется синт-бас, спустя некоторое время в песню вступает клавишный хук. Гибкая партия бас-гитары придаёт треку рокабилли звучание, с которым Принс раннее экспериментировал на композиции «Jack U Off» из альбома Controversy. Трек завершается неожиданным звуковым эффектом воркующего ребёнка. На концертных выступлениях последующих лет Принс добавил духовые партии, превратив песню в более свинговый номер. 7-дюймовое издание песни содержало сумку для постеров, внутри которой лежали календарь за 1983 год и изображения Принса.
На стороне «Б» пластики содержится трек «Horny Toad», который очень схож в рокабилли ощущение и инструментальной композиции. Некоторые сексуально окрашенные слова песни были интерпретированы как садисткие и стали поводом для некоторых дискуссий. Трек был включён в бокс-сет The Hits/The B-Sides 1993 года.

## Хит-парады
| Хит-парад (1983)               | Наивысшая позиция |
| ------------------------------ | ----------------- |
| New Zealand Singles Chart      | 33                |
| Canadian Singles Chart         | 27                |
| US Billboard Hot 100           | 8                 |
| US Billboard Hot Black Singles | 18                |